# Caviceps orientalis
Caviceps orientalis är en tvåvingeart som först beskrevs av Becker 1924.  Caviceps orientalis ingår i släktet Caviceps och familjen fritflugor.
Artens utbredningsområde är Taiwan. Inga underarter finns listade i Catalogue of Life.